# 232-я стрелковая дивизия (2-го формирования)
232-я стрелковая дивизия, воинское соединение Вооружённых Сил СССР, принимавшее участие в Великой Отечественной войне.

## История
Дивизия формировалась с декабря 1941 года по февраль 1942 года как 453-я стрелковая дивизия в Бийске, с расположением в нём управления дивизии и головного полка. Пунктами формирования остальных стрелковых полков были назначены станции Алтайская и Троицкая Алтайского края. 07.01.1942 переименована в 232-ю стрелковую дивизию. Личный состав дивизии в своём большинстве состоял из представителей местных народностей и из досрочно освобождённых заключённых.
В действующей армии во время ВОВ с 03.07.1942 по 11.05.1945.
Это была свежая сибирская дивизия. Многие её бойцы — юноши 18-19 лет — не имели боевого опыта. Но воинская дисциплина, политико-моральное состояние были крепкими. 23.04.1942 года дивизия эшелонами отправлена в Арзамас, а затем, в конце мая под командованием подполковника И. И. Улитина прибыла в Воронеж и вошла в состав 6-й резервной армии. Штаб обосновался в городе, а полки — в окрестных лесах. Здесь воинам предстояло завершить учёбу и получить тяжёлое вооружение. Но начавшееся летнее наступление гитлеровцев нарушило планы командования. В состав дивизии входили 498-й, 605-й и 712-й стрелковые полки, 425-й артиллерийский полк. Судя по всему, с нумерацией полков возникла какая-то неразбериха. Полки 232 стрелковой дивизии получили номера полков 132 стрелковой дивизии, которая уже входила в состав действующей армии. Эта оплошность была исправлена лишь 29.06.1943 г. Поэтому более года 498-й, 605-й и 712-й стрелковые полки, 425-й артиллерийский полк имелись в 132 и 232 стрелковых дивизиях. После 29.06.1943 в состав дивизии входили 764-й, 794-й и 797-й стрелковые полки и 676-й артиллерийский полк. Полностью получила вооружение только 30.06.1942 в Воронеже.
Части дивизии заняли боевые позиции по левому, восточному берегу Дона на 45-километровом фронте Новоподклетное — Подгорное — Подклетное — Рабочий посёлок — колхоз «1 Мая» — совхоз «Ударник» — Малышево до устья реки Воронеж, являясь практически единственным полнокровным соединением советских войск на подступах к Воронежу. Один батальон дивизии был выдвинут за Дон на участок Терновое — Семилуки для защиты подступов к железнодорожному и автогужевому мостам.
C 03.07.1942 ведёт тяжелейшие бои с превосходящим противником по обороне Воронежа и Семилукской переправы через Дон, несёт большие потери. 05.07.1942 вражеским войскам удалось создать плацдарм на южном фланге дивизии у села Подклетное. Дивизия, к 07.07.1942 года в неравной схватке всё-таки была вынуждена отступать вдоль Дона на север. C августа 1942 года вела оборонительные бои севернее Воронежа в 20 километрах на донском рубеже Новоживотинное — Ямное, захватила и удержала важный плацдарм у Губарёво и вела бои там вплоть до января 1943 года.
10.01.1943 дивизия снялась с позиций и получила приказ совершить марш длиной около 50 километров вдоль Дона на юг. 23.01.1943 введена в прорыв в ходе Воронежско-Касторненской операции, ввязалась в бои на крупный населённый пункт Кочетовка юго-западнее Воронежа, у которой практически полностью были уничтожены два полка дивизии, затем через село Останино наступала на запад, преследуя без боёв отступающие вражеские войска. Бои возобновились только в середине февраля 1943 года, оторванная от своих тылов, без боеприпасов дивизия несла огромные потери в боях за каждый населённый пункт. 26.02.1943 дивизия пересекла границу с Украиной, вела тяжёлые бои за Мирополье. Ведёт наступательные бои вплоть до середины марта 1943 года. Затем, с марта по август 1943 года дивизия, сумев удержать позиции северо-восточнее Сум в ходе февральско-мартовского наступления вражеских войск, держит оборону вдоль железной дороги на Белгород — Краснополье — Сумы. В ходе Курской битвы участия в активных боях не принимала.
08.08.1943 вынуждена была отступить из Краснополья в леса, под Угроеды. С 09.08.1943 перешла в наступление в ходе Сумско-Прилукской операции, прорывает оборону в районе хутора Волковка (ныне в черте посёлка городского типа Краснополье), наступая на левом фланге армии по маршруту Краснополье-Самотоевка-Глыбное-Бездрик-Басы, перешла Псёл в районе села Красное.
02.09.1943 принимает участие в освобождении Сум (в сам город не входила). В середине сентября 1943 года дивизия вышла на рубеж реки Удай в районе Прилуки, Пирятин, переправившись через Десну в районе села Летки, 26.09.1943 передовыми подразделениями вышла к Днепру напротив Вышгорода, форсировала реку, основные силы дивизии переправились на плацдарм 04-05.10.1943 немедленно введены в бой и в течение двух недель ведут тяжёлые бои за расширение плацдарма, получившим потом название Лютежского. В ходе Киевской наступательной операции наступает с Лютежского плацдарма, в направлении Святошино, ворвалась в Киев, ведёт бои непосредственно в городе. Затем продолжила наступление в направлении на Фастов, в середине ноября 1943 ведёт тяжелейшие оборонительные бои в районе Фастова. C декабря 1944 года участвует в Житомирско-Бердичевской наступательной операции, 04.01.1944 участвует в освобождении города Белая Церковь, вышла на подступы к Умани, откуда контрударом была отброшена назад на 30-40 километров. В середине января 1944 года дивизия дислоцировалась в Фастове, стояла в обороне на этих позициях в течение почти месяца, а затем, совершив марш, перешла в наступление в ходе Уманско-Ботошанской операции из района севернее Умани в направлении на Каменец-Подольский. 05.03.1944 прорывает оборону противника восточнее села Русаловка (Маньковский район, Черкасская область), 06-07.03.1944 ведёт бой в районе села Новая Гребля (Жашковский район Черкасской области). 14.03.1944 освобождает город Гайсин. 22.03.1944 передовые подразделения дивизии вышли к реке Днестр, в конце марта 1943 освобождает город Окница и с 23.03.1944 по 30.03.1944 дивизия форсирует реку в районе села Серебрия (Винницкая область), захватывает и укрепляется на плацдарме, ведёт бои за его расширение, наступает далее, 01.04.1944 форсирует Тилигул, затем продвигается к Пруту, ведёт кровопролитные бои за города Бричаны и Единцы 04-05.04.1944, форсирует его, продолжает наступление, 07.04.1944 освобождает Ботошани, затем продолжила наступление, форсировала Серет. С 25 по 30.04.1944 ведёт безуспешные наступательные бои, штурмуя долговременные оборонительные сооружения, и была вынуждена окончательно перейти к обороне 01.05.1944. В обороне находилась до середины августа 1944 года.
Оттуда же перешла в наступление в ходе Ясско-Кишинёвской операции, с 28.08.1944, прорывает укреплённый район. Всю вторую половину сентября 1944 года прорывает хорошо укреплённый важный предкарпатский опорный район Деды, в начале октября 1944 прорвала оборону противника и продолжила наступление. C 15 по 25.10.1944 ведёт бои за город Сату-Маре, принимает участие в его освобождении, затем ведёт тяжёлые бои за Ньиредьхазой, впоследствии переправилась через Тису, наступает с тяжёлыми боями на Мишкольц, принимает участие в освобождении города. В течение декабря 1944 года наступает в направлении Чехословакии.
В декабре 1944 года перешла границу Венгрии с Чехословакией, и начала наступление в общем направлении на Лученец. Сразу после перехода границы начались тяжёлые бои, в течение больше чем месяца дивизия прошла только около 100 километров, форсировала реки Суха, Ипель и Кривань, в конце января 1945 штурмом овладела окраинами города Лученец, несколько дней ведёт уличные бои, затем наступает на северо-запад к городу Зволену, ведёт бои под городом в течение четырёх недель и 14.03.1945 принимает участие в освобождении города, продолжила наступление на город Банска-Быстрица, приняла участие в его освобождении 25.03.1945, продолжая наступление на северо-запад овладела в течение марта-апреля 1945 года городами Превидза (04.04.1945), Тренчин, форсировала реку Ваг, затем участвовала в освобождении городов Ново-Место, Трнава, ведёт бои на переправе реки Дутват, продвинулась вглубь страны на расстояние до 200 километров, приняла участие в освобождении Братиславы. Продолжив наступление, вышла на подступы к Брно, где ведёт бои до его освобождения 26.04.1945. После освобождения Брно в ходе Пражской операции проследовала на Прагу, и закончила войну только 18.05.1945 года западнее Праги.
За войну дивизия прошла 3800 километров, по отчётам дивизии уничтожила 70 930 солдат и офицеров противника, 243 танка, 402 орудия, 1200 автомашин, 12 самолётов и множество другой техники противника. 13 276 её воинов награждены орденами и медалями, 28 удостоены звания Героя Советского Союза.

## Полное наименование
232-я стрелковая Сибирская Сумско-Киевская ордена Ленина Краснознамённая орденов Суворова и Богдана Хмельницкого дивизия

## Состав
- 498-й стрелковый полк (до 29.06.1943)
- 605-й стрелковый полк (до 29.06.1943)
- 712-й стрелковый полк (до 29.06.1943)

Командиры полка:

Сычёв, Константин Алексеевич, капитан, майор, подполковник (декабрь 1941 — август 1943)
- 764-й стрелковый  полк (с 29.06.1943)
- 794-й стрелковый полк (с 29.06.1943)
- 797-й стрелковый полк (с 29.06.1943)

Командиры полка:

Сычёв, Константин Алексеевич, подполковник (август — октябрь 1943)

Желонкин Фёдор Павлович, майор (с конца 1944 г)
- 425-й артиллерийский полк (до 29.06.1943)
- 676-й артиллерийский полк (с 29.06.1943)
- 214-й отдельный истребительно-противотанковый дивизион
- 499-я отдельная разведывательная рота
- 392-й (237-й) отдельный сапёрный батальон
- 608-й (296-й) отдельный батальон связи (693-я отдельная рота связи)
- 238-й медико-санитарный батальон
- 323-я (42-я) отдельная рота химической защиты
- 587-я автотранспортная рота
- 440-я полевая хлебопекарня
- 905-й дивизионный ветеринарный лазарет
- 1700-я полевая почтовая станция
- 1070-я полевая касса Госбанка

## Подчинение
| Дата            | Фронт (округ)            | Армия               | Корпус                 | Примечания |
| --------------- | ------------------------ | ------------------- | ---------------------- | ---------- |
| 01.01.1942 года | Сибирский военный округ  | -                   | -                      | -          |
| 01.02.1942 года | Сибирский военный округ  | -                   | -                      | -          |
| 01.03.1942 года | Сибирский военный округ  | -                   | -                      | -          |
| 01.04.1942 года | Сибирский военный округ  | -                   | -                      | -          |
| 01.05.1942 года | Московский военный округ | -                   | -                      | -          |
| 01.06.1942 года | Резерв Ставки ВГК        | 3-я резервная армия | -                      | -          |
| 01.07.1942 года | Резерв Ставки ВГК        | 6-я резервная армия | -                      | -          |
| 01.08.1942 года | Воронежский фронт        | 60-я армия          | -                      | -          |
| 01.09.1942 года | Воронежский фронт        | 60-я армия          | -                      | -          |
| 01.10.1942 года | Воронежский фронт        | 60-я армия          | -                      | -          |
| 01.11.1942 года | Воронежский фронт        | 60-я армия          | -                      | -          |
| 01.12.1942 года | Воронежский фронт        | 60-я армия          | -                      | -          |
| 01.01.1943 года | Воронежский фронт        | 60-я армия          | -                      | -          |
| 01.02.1943 года | Воронежский фронт        | 38-я армия          | -                      | -          |
| 01.03.1943 года | Воронежский фронт        | 38-я армия          | -                      | -          |
| 01.04.1943 года | Воронежский фронт        | -                   | -                      | -          |
| 01.05.1943 года | Воронежский фронт        | 38-я армия          | -                      | -          |
| 01.06.1943 года | Воронежский фронт        | 38-я армия          | -                      | -          |
| 01.07.1943 года | Воронежский фронт        | 38-я армия          | -                      | -          |
| 01.08.1943 года | Воронежский фронт        | 38-я армия          | 50-й стрелковый корпус | -          |
| 01.09.1943 года | Воронежский фронт        | 38-я армия          | 50-й стрелковый корпус | -          |
| 01.10.1943 года | Воронежский фронт        | 38-я армия          | -                      | -          |
| 01.11.1943 года | 1-й Украинский фронт     | 38-я армия          | 50-й стрелковый корпус | -          |
| 01.12.1943 года | 1-й Украинский фронт     | 40-я армия          | 50-й стрелковый корпус | -          |
| 01.01.1944 года | 1-й Украинский фронт     | 40-я армия          | 51-й стрелковый корпус | -          |
| 01.02.1944 года | 1-й Украинский фронт     | 40-я армия          | 51-й стрелковый корпус | -          |
| 01.03.1944 года | 2-й Украинский фронт     | 40-я армия          | 51-й стрелковый корпус | -          |
| 01.04.1944 года | 2-й Украинский фронт     | 40-я армия          | 51-й стрелковый корпус | -          |
| 01.05.1944 года | 2-й Украинский фронт     | 40-я армия          | 51-й стрелковый корпус | -          |
| 01.06.1944 года | 2-й Украинский фронт     | 40-я армия          | 51-й стрелковый корпус | -          |
| 01.07.1944 года | 2-й Украинский фронт     | 40-я армия          | 51-й стрелковый корпус | -          |
| 01.08.1944 года | 2-й Украинский фронт     | 40-я армия          | 51-й стрелковый корпус | -          |
| 01.09.1944 года | 2-й Украинский фронт     | 40-я армия          | 51-й стрелковый корпус | -          |
| 01.10.1944 года | 2-й Украинский фронт     | 40-я армия          | 51-й стрелковый корпус | -          |
| 01.11.1944 года | 2-й Украинский фронт     | 40-я армия          | 50-й стрелковый корпус | -          |
| 01.12.1944 года | 2-й Украинский фронт     | 27-я армия          | 51-й стрелковый корпус | -          |
| 01.01.1945 года | 2-й Украинский фронт     | -                   | 51-й стрелковый корпус | -          |
| 01.02.1945 года | 2-й Украинский фронт     | 40-я армия          | 51-й стрелковый корпус | -          |
| 01.03.1945 года | 2-й Украинский фронт     | 40-я армия          | 51-й стрелковый корпус | -          |
| 01.04.1945 года | 2-й Украинский фронт     | 40-я армия          | -                      | -          |
| 01.05.1945 года | 2-й Украинский фронт     | 40-я армия          | 51-й стрелковый корпус | -          |

## Награды и наименования
| Награда (наименование)                | Дата       | За что награждена |
| ------------------------------------- | ---------- | --- |
| Почётное наименование «Сумская»       | 02.09.1943 | присвоено приказом Верховного Главнокомандующего за отличие в боях при освобождении города Сумы |
| орден Красного Знамени                | 04.01.1944 | награждена указом Президиума Верховного Совета СССР от 4 января 1944 года за образцовое выполнение боевых заданий командования на фронте борьбы с немецкими захватчиками и проявленные при этом доблесть и мужество (освобождение города Белая Церковь?)                                |
| Почётное наименование «Киевская»      | 06.11.1943 | присвоено приказом Верховного Главнокомандующего за отличие в боях при освобождении Киева |
| орден Богдана Хмельницкого II степени | 19.03.1944 | награждена Указом Президиума Верховного Совета СССР от 19 марта 1944 года за образцовое выполнение заданий командования в боях за освобождение города Умани и проявленные при этом доблесть и мужество.                                                                                 |
| орден Суворова II степени             | 08.04.1944 | награждена указом Президиума Верховного Совета СССР от 8 апреля 1944 года за образцовое выполнение заданий командования при форсировании Днестра, овладение городом и важным железнодорожным узлом Бельцы, выход на государственную границу и проявленные при этом доблесть и мужество. |
| орден Ленина                          | 24.04.1944 | награждена указом Президиума Верховного Совета СССР от 24 апреля 1944 года за образцовое выполнение заданий командования при прорыве обороны противника и за форсирование реки Прут и проявленные при этом доблесть и мужество.                                                         |

Награды частей дивизии:
- 764-й стрелковый Мишкольцский Краснознамённый[6] ордена Суворова[7] полк
- 794-й стрелковый Краснознамённый[8] ордена Суворова[6] полк
- 797-й стрелковый Зволенский ордена Суворова[9] полк
- 676-й артиллерийский орденов Кутузова[9] и Богдана Хмельницкого[10] полк

## Командование дивизии
Командиры
- Улитин, Иван Ильич (03.01.1942 — 03.12.1943), подполковник,  с 23.09.1942 полковник, с 04.02.1943 генерал-майор
- Козырь, Максим Евсеевич (04.12.1943 — 26.11.1944), генерал-майор (погиб 23.04.1945, похоронен на ольшанском кладбище г. Прага)
- Цалай, Деонисий Семёнович (27.11.1944 — 11.05.1945), полковник

Заместители командира
- Байдак, Ксаверий Михайлович (??.04.1943 — ??.05.1943), полковник
- Сажин, Михаил Николаевич (??.01.1944 — ??.02.1944), полковник

Начальники штаба
- Дмитриев Григорий Константинович (22.01.1942 --- 29.01.1942), подполковник[11]

Начальники артиллерии
- Ментюков, Николай Фёдорович (03.01.1942 — 26.11.1942), подполковник

## Отличившиеся воины дивизии
| Награда | Ф. И. О.                         | Должность                                                                     | Звание            | Дата награждения | Примечания                                 |
| ------- | -------------------------------- | ----------------------------------------------------------------------------- | ----------------- | ---------------- | ------------------------------------------ |
|         | Бикасов, Андрей Иванович         | Командир отделения 797-го стрелкового полка                                   | старшина          | 10.01.1944       | лишён звания 18.01.1952                    |
|         | Борисюк, Сергей Фёдорович        | Разведчик 797-го стрелкового полка                                            | красноармеец      |                  |                                            |
|         | Васильев, Григорий Семёнович     | Командир 605-го стрелкового полка                                             | подполковник      | 28.04.1943       | посмертно, погиб 28.01.1943                |
|         | Вдовытченко, Иван Григорьевич    | Пулемётчик 764-го стрелкового полка                                           | красноармеец      | 10.01.1944       | посмертно, бросился под танк с гранатой    |
|         | Добродомов, Григорий Сергеевич   | стрелок 764-го стрелкового полка                                              | красноармеец      | 10.01.1944       |                                            |
|         | Евдошенко, Василий Михайлович    | Сапёр 392-го отдельного сапёрного батальона                                   | красноармеец      | 10.01.1944       |                                            |
|         | Желнов, Фёдор Георгиевич         | Наводчик орудия 676-го артиллерийского полка                                  | сержант           | 10.01.1944       |                                            |
|         | Зварыгин, Пантелей Александрович | Командир батальона                                                            | майор             | 13.09.1944       | погиб в декабре 1944                       |
|         | Калинин, Алексей Николаевич      | Помощник командира взвода 2-го батальона 764-го стрелкового полка             | старший сержант   | 10.01.1944       | посмертно, закрыл телом амбразуру пулемёта |
|         | Козырь, Максим Евсеевич          | Командир дивизии                                                              | генерал-майор     | 17.05.1944       | погиб 23.04.1945                           |
|         | Кондратьев, Иван Дмитриевич      | командир пулемётного расчёта 794-го стрелкового полка                         | старшина          | 13.09.1944       |                                            |
|         | Коробов Александр Васильевич     | командир отделения 794-го стрелкового полка                                   | сержант           | 13.09.1944       |                                            |
|         | Мыкал, Степан Фёдорович          | командир миномётного расчёта 797-го стрелкового полка                         | красноармеец      | 13.09.1944       |                                            |
|         | Нестеровский, Николай Семёнович  | командир сапёрного отделения 794-го стрелкового полка                         | красноармеец      | 13.09.1944       | погиб 13.11.1944                           |
|         | Никоненко, Тимофей Иванович      | стрелок 797-го стрелкового полка                                              | красноармеец      | 13.09.1944       |                                            |
|         | Огнёв, Иван Михайлович           | командир 764-го стрелкового полка                                             | подполковник      | 27.06.1945       |                                            |
|         | Огнёв, Павел Егорович            | командир роты 794-го стрелкового полка                                        | младший лейтенант | 13.09.1944       |                                            |
|         | Панков, Алексей Иванович         | командующий артиллерией дивизии                                               | подполковник      | 24.12.1943       |                                            |
|         | Прасолов, Михаил Васильевич      | Начальник артиллерии 794-го стрелкового полка                                 | старший лейтенант | 09.02.1944       | посмертно                                  |
|         | Роменко, Павел Павлович          | сапёр 392-го отдельного сапёрного батальона                                   | красноармеец      | 10.01.1944       | погиб 18.08.1944                           |
|         | Саков, Николай Константинович    | командир отделения 392-го отдельного сапёрного батальона                      | красноармеец      | 10.01.1944       |                                            |
|         | Сапелкин, Иван Фёдорович         | Комсорг батальона 797-го стрелкового полка                                    | старший лейтенант | 10.01.1944       |                                            |
|         | Силкин, Григорий Петрович        | Командир взвода 794-го стрелкового полка                                      | лейтенант         | 10.01.1944       | посмертно                                  |
|         | Скоков, Иван Андреевич           | командир орудия 676-го артиллерийского полка                                  | старший сержант   | 09.02.1944       |                                            |
|         | Филоненко, Пётр Евдокимович      | заместитель по строевой части командира 392-го отдельного сапёрного батальона | капитан           | 10.01.1944       |                                            |
|         | Халенко, Василий Иванович        | стрелок 764-го стрелкового полка                                              | красноармеец      | 13.09.1944       |                                            |
|         | Харитошкин, Василий Иванович     | начальник радиостанции 676-го артиллерийского полка                           | красноармеец      | 10.01.1944       |                                            |
|         | Цвилий, Пётр Петрович            | Сапёр 392-го отдельного сапёрного батальона                                   | красноармеец      | 10.01.1944       | посмертно                                  |
|         | Черкасов Алексей Иванович        | Командир отделения 392-го сапёрного батальона                                 | старший сержант   | 10.01.1944       |                                            |
|         | Шкурко, Роман Агафьевич          | Сапёр 797-го стрелкового полка                                                | сержант           | 10.01.1944       |                                            |
|         | Штельмах, Дмитрий Лаврентьевич   | командир 797-го стрелкового полка                                             | полковник         | 13.09.1944       |                                            |

 Кавалеры ордена Славы трёх степеней.
- Болкунов, Иван Дмитриевич, сержант, командир отделения управления миномётной роты 764 стрелкового полка.
- Гордиенко, Иван Прокофьевич, сержант, командир миномётного расчёта 797 стрелкового полка.
- Зозуля, Корней Андронович, рядовой, автоматчик 797 стрелкового полка.
- Курилёнко, Александр Аксентьевич, старший сержант, командир пулемётного расчёта .
- Нефёдов, Илья Григорьевич, старший сержант, командир отделения 794 стрелкового полка.
- Ситенко, Василий Павлович, старший сержант, командир стрелкового взвода 764 стрелкового полка.
- Фонякин, Алексей Фёдорович, младший сержант, командир орудийного расчёта 797 стрелкового полка.

## Память
- Именем дивизии названа улица в Воронеже.
- Именем дивизии названа улица в Бийске.
- Школьный музей в Семилуках
- Именем дивизии названа улица в Горно-Алтайске